# Порту-Белу
Порту-Белу (порт. Porto Belo)  —  муниципалитет в Бразилии, входит в штат Санта-Катарина. Составная часть мезорегиона Вали-ду-Итажаи. Входит в экономико-статистический  микрорегион Итажаи. Население составляет 13 475 человек на 2006 год. Занимает площадь 92,762 км². Плотность населения — 145,3 чел./км².

## История
Город основан 13 октября 1832 года.

## Статистика
- Валовой внутренний продукт на 2003 составляет 74.003.838,00 реалов (данные: Бразильский институт географии и статистики).
- Валовой внутренний продукт на душу населения на 2003 составляет 6.063,90 реалов (данные: Бразильский институт географии и статистики).
- Индекс развития человеческого потенциала на 2000 составляет 0,803 (данные: Программа развития ООН).

## География
Климат местности: субтропический.